# Roger Vose
Roger Vose (* 24. Februar 1763 in Milton, Province of Massachusetts Bay; † 26. Oktober 1841 in Walpole, New Hampshire) war ein US-amerikanischer Politiker. Zwischen 1813 und 1817 vertrat er den Bundesstaat New Hampshire im US-Repräsentantenhaus.

## Werdegang
Bereits im Jahr 1766 kam Roger Vose mit seinen Eltern nach Walpole in New Hampshire. Bis 1790 studierte er an der Harvard University. Nach einem anschließenden Jurastudium und seiner im Jahr 1793 erfolgten Zulassung als Rechtsanwalt begann er in Walpole in seinem neuen Beruf zu praktizieren.
Politisch war Vose Mitglied der von Alexander Hamilton gegründeten Föderalistischen Partei. In den Jahren 1809, 1810 und 1812 war er jeweils Mitglied des Senats von New Hampshire. Bei den Kongresswahlen des Jahres 1812, die staatsweit abgehalten wurden, wurde er für das vierte Abgeordnetenmandat von New Hampshire in das US-Repräsentantenhaus in Washington, D.C. gewählt. Dort trat er am 4. März 1813 die Nachfolge von John Adams Harper von der Demokratisch-Republikanischen Partei an. Nach einer Wiederwahl im Jahr 1814 konnte er bis zum 3. März 1817 zwei zusammenhängende Legislaturperioden im Kongress absolvieren. Seine erste Amtszeit war von den Ereignissen des Britisch-Amerikanischen Krieges überschattet, in dessen Verlauf die Briten zwischenzeitlich Washington besetzten.
Nach dem Ende seiner Zeit im US-Repräsentantenhaus war Vose im Jahr 1818 Abgeordneter im Repräsentantenhaus von New Hampshire. Zwischen 1818 und 1820 war er Richter an einem Berufungsgericht und von 1820 bis 1825 war er vorsitzender Richter des Court of Sessions von New Hampshire. Danach arbeitete er wieder als Rechtsanwalt. Roger Vose starb am 26. Oktober 1841 in Walpole und wurde dort auch beigesetzt.